# NGC 3536
NGC 3536 é uma galáxia espiral barrada (SB0-a) localizada na direcção da constelação de Ursa Major. Possui uma declinação de +28° 28' 34" e uma ascensão recta de 11 horas, 08 minutos e 51,2 segundos.
A galáxia NGC 3536 foi descoberta em 24 de Dezembro de 1827 por John Herschel.